# Reiner Bernstein
Reiner Bernstein (* 13. Februar 1939 in Merseburg; † 18. Februar 2021 in München) war ein deutscher Historiker und Publizist. In seinen Schriften beschäftigte er sich oft mit dem Nahostkonflikt und trat für dessen gewaltfreie Beilegung ein.

## Leben
Bernstein studierte an der Freien Universität Berlin Geschichts- und Politikwissenschaft sowie Publizistik. Seine Promotionsarbeit handelte vom „Centralverein deutscher Staatsbürger jüdischen Glaubens“. Von 1969 bis 1970 war er Redakteur beim Saarländischen Rundfunk und von 1971 bis 1977 Leiter des Bundesgeschäftsstelle der Deutsch-Israelischen Gesellschaft in Bonn. 1977 schied er wegen Differenzen um die Legitimität einer Kritik an Israel dort als Generalsekretär aus und gründete mit anderen den Deutsch-Israelischen Arbeitskreis für Frieden im Nahen Osten.
Bernstein war von 1981 bis 1986 Leiter des Büros der „Evangelischen Landesarbeitsgemeinschaft für Erwachsenenbildung in Nordrhein-Westfalen“ und von 1986 bis zu seiner Pensionierung im Jahre 2002 Studienleiter der Kölner „Melanchthon-Akademie“. Daneben veröffentlichte er zahlreiche Bücher und Aufsätze, deren Hauptthemen Judentum und Nahostkonflikt waren.
Von 2007 bis 2011 war Bernstein Vorsitzender der „Initiative Stolpersteine für München e. V.“. In seinen letzten Jahren wirkte er mit seiner Frau Judith als Vertreter der israelisch-palästinensischen „Genfer Initiative“ in Deutschland. Von der von der Initiative vertretenen Zweistaatenlösung zur Lösung des Nahostkonfliktes, die er zunächst unterstützt hatte, wandte er sich später ab und favorisierte die Einstaatenlösung.
Bernstein wurde wiederholt Einseitigkeit zugunsten der Palästinenser und Sympathie für Boykottmaßnahmen gegen Israel vorgehalten. 2018 erhielt er zusammen mit seiner Frau Judith den Preis „Aufrechter Gang“ des Regionalverbandes München der Humanistischen Union für ihr Engagement für die Stolpersteine und gegen einen Stadtratsbeschluss gegen Antisemitismus, der Judith Bernsteins „Jüdisch-Palästinensische Dialoggruppe“ wegen Unterstützung der Kampagne Boycott, Divestment and Sanctions die Nutzung öffentlicher Räume versagte. 2019 strengte Bernstein einen Unterlassungsprozess gegen den Verlag Hentrich & Hentrich an, weil dieser ein Buch des israelischen Autors Arye Sharuz Shalicar unter dem Titel Der neu-deutsche Antisemit publiziert hatte, in dem er als „Judenhasser“ bezeichnet wurde, der eine „antisemitische Sichtweise“ vertrete. Das Berliner Kammergericht hielt dies für von der Meinungsfreiheit gedeckt und wies am 19. Mai 2020 Bernsteins Anträge zurück. Daraufhin wandten sich 60 deutsche und israelische Intellektuelle in einem offenen Brief an Bundeskanzlerin Angela Merkel und verteidigten Bernstein dahingehend, dass er lediglich legitime Kritik an der israelischen Regierungspolitik geäußert habe. Der deutsche Antisemitismusforscher Günther Jikeli kritisierte die Unterzeichner, sie würden den Antisemitismusvorwurf und nicht den Antisemitismus skandalisieren. Israelhass sei die zumindest unter Linksintellektuellen häufigste Erscheinungsform von Antisemitismus.
Auf dem Umschlag seines 2020 erschienenen letzten Buches stand:

„Kein Frieden für Israel ohne Frieden für die Palästinenser. Kein Frieden für die Palästinenser ohne Frieden für Israel.“

Bernstein hatte zwei erwachsene Kinder und lebte seit seiner Pensionierung in München, wo er nach schwerer Krankheit im Februar 2021 im Alter von 82 Jahren verschied.